# 정유경 (기업인)
정유경(鄭有慶, 1972년 10월 5일~)은 (주)신세계 회장을 맡고 있는 대한민국의 기업인이다. 정상희 제1공화국 국회의원의 손녀이며, 이병철 삼성그룹 초대 회장의 외손녀이다.

## 학력
- 서울예술고등학교 졸업
- 이화여자대학교 디자인학 학사
- 로드아일랜드디자인 대학교 그래픽디자인학 석사

## 경력
- 1996 조선호텔 마케팅담당 상무보
- 2003 ~ 2009.12 조선호텔 프로젝트실장 상무
- 2009.12 ~ 2015.11 신세계 부사장
- 2015.12 ~ 2024.10 신세계 백화점부문 총괄사장
- 2024.10 ~ (주)신세계 회장

## 가족 관계
| 관계        | 이름   | 출생일          | 사망일           | 비고                                                |
| ----------- | ------ | --------------- | ---------------- | --------------------------------------------------- |
| 외할아버지  | 이병철 | 1909년 2월 12일 | 1987년 11월 19일 | 삼성그룹 창업주                                     |
| 할아버지    | 정상희 | 1907년 8월 7일  | 1981년 3월 7일   | 초대 삼성전자 대표이사 사장·제1공화국 국회의원      |
| 아버지      | 정재은 | 1937년 3월 15일 |                  | 초대 신세계그룹 명예회장                            |
| 어머니      | 이명희 | 1943년 9월 5일  |                  | 초대 신세계그룹 총괄회장                            |
| 외숙모      | 홍라희 | 1945년 7월 15일 |                  | 홍진기 내무부, 법무부 장관 딸, 삼성미술관 리움 관장 |
| 외사촌 오빠 | 이재용 | 1968년 6월 23일 |                  | 제3대 삼성그룹 총수                                 |
| 오빠        | 정용진 | 1968년 9월 19일 |                  | 제2대 신세계그룹 회장                               |